# محطة قطار الرباحية
محطة الرباحية هي محطة قطار جزائرية سابقة تقع في بلدية أولاد خالد بولاية سعيدة .

## وضع السكك الحديدية
تقع المحطة على ارتفاع 736,850 m فوق مستوى سطح البحر، عند نقطة الكيلومترية (PK) 203,700 من خط وهران – قنادسة [الفرنسية]، حيث تسبقها محطة حمام رابي القديمة وتتبعها محطة سعيدة القديمة.

## تاريخ
في فترة الاستعمار ، كانت المحطة تسمى محطة نازريج-فلينوا .
شغلت المحطة في 28 سبتمبر 1879 أثناء افتتاح خط السكة الحديد الضيق القديم بطول 1,055 مم من أرزيو إلى سعيدة حيث سبقتها محطة Eaux-Chaudes (محطة حمام رابي) وتلتها محطة صيدا.

### روابط خارجية
- "SNTF". Société nationale des transports ferroviaires (SNTF). مؤرشف من الأصل في 2025-05-05..